# Siłomierz

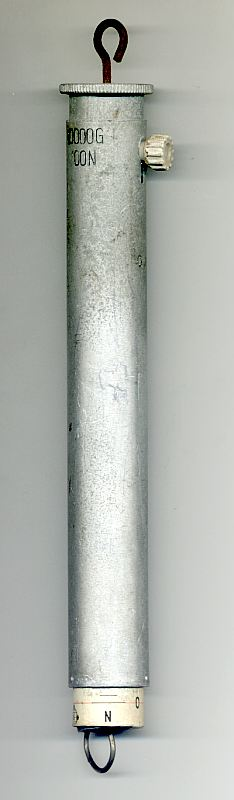
Dynamometr sprężynowy

Siłomierz (dynamometr) – przyrząd do pomiaru wartości działającej siły. Zasada jego działania najczęściej opiera się na prawie Hooke’a, które mówi, że odkształcenie elementu sprężystego jest proporcjonalne do wartości działającej siły. Siłomierz o skali zgodnej z układem SI to niutonometr.

## Rodzaje siłomierzy
W zależności od budowy rozróżnia się:
- siłomierze mechaniczne: 
  - sprężynowe,
  - hydrauliczne,
  - dźwigniowe,
- siłomierze elektromechaniczne:
  - tensometryczne,
  - indukcyjne,
  - strunowe (z drgającą struną) – mierzona jest częstotliwość drgań struny, na którą działa badana siła[3],
- siłomierze elektryczne (np. piezoelektryczne).

## Budowa siłomierza sprężynowego
Zasadniczą częścią prostego siłomierza sprężynowego jest sprężyna, która wydłuża się pod wpływem działających na nią sił. Obok sprężyny zamocowana jest podziałka, wycechowana w niutonach. Natomiast w typowych siłomierzach szkolnych sprężyna znajduje się wewnątrz plastikowej, przezroczystej obudowy. Podziałka naniesiona jest na obudowie.

## Zastosowanie
Dynamometry wykorzystuje się w wielu dziedzinach życia: w technice (pomiary sił i momentów), w antropometrii (do pomiaru siły mięśni dłoni), w gospodarstwie domowym (wagi sprężynowe) oraz w geodezji (mierzenia siły naciągu taśm stalowych przy mierzeniu odległości).

## Inne znaczenia terminu dynamometr
- Klucz dynamometryczny służący do dokręcenia śruby lub nakrętki z określonym momentem.
- Urządzenie do pomiaru wartości momentów obrotowych silników. W tym przypadku, w zależności od konstrukcji członu hamującego rozróżnia się dynamometry mechaniczne, hydrauliczne i elektromechaniczne.